# André Perlstein
André Perlstein  (né le 17 mai 1942  à Lyon) est un photographe français, d'origine allemande.

## Biographie
Né à Lyon dans une famille allemande réfugiée en France en 1939, André Perlstein est très tôt séparé de ses parents en raison des circonstances de la guerre et il est caché, avec sa sœur, par une famille protestante puis est élevé par une famille d'accueil. 
Il commence à s'intéresser à la photographie au début des années 1960, et s'initie à la photographie aérienne après s'être engagé dans l'armée de l'air. Une rencontre avec Jean-Marie Cavada, lui donne l'occasion de réaliser de nombreuses photos de vedettes.
À partir de 1967, il travaille pour l'Agence Gamma qui vient d'être créée par Gilles Caron et Raymond Depardon. En 1973, il fait partie des photographes qui quittent Gamma pour fonder l'agence Sygma.
André Perlstein collabore avec de nombreux journaux et magazines, comme L'Express, à partir de 1967, puis Le Point dès sa création, en 1972, et devient, pendant un temps, au début des années 1970, photographe de plateau, travaillant notamment pour Claude Lelouch (Toute une vie, Le Chat et la Souris, Le Bon et les Méchants, Si c'était à refaire), Jean-Pierre Melville (Le Cercle rouge), Jacques Brel (Franz), Claude Pinoteau (La Gifle) ou Daniel Vigne (Les Hommes).

## Publications
- 2010 : Chroniques des années 70, texte de Denis Jeambar, Éditions du Seuil, Paris,  (ISBN 2-02103-252-3)

## Expositions
- 2015 : Chroniques des années 70[1], Galerie L'œil ouvert, Paris